# Dave Lambert (énekes)
Dave Lambert (Boston, 1917. június 19. – Westport, 1966. október 3.) amerikai dzsesszénekes, szövegíró, hangszerelő. A Lambert, Hendricks & Ross énekegyüttes tagjaként vált közismertté.

## Pályafutása
Lambert az 1940-es évek elején a Johnny Long's Orchestraval debütált. Partnerével, Buddy Stewarttal – Ella Fitzgeralddal egyidőben – sikeresen emelte át az éneklést a modern dzsesszbe.
Az 1950-es évek végén Jon Hendricks, majd Annie Ross részvételével állt össze roppant sikeres triójuk.
Miután Annie Ross kiválásával 1962-ben megszünt az együttes, Lambert és Hendricks ugyan nélküle is folytatta, de a partnerség 1964-ben véget ért. Ezután Lambert megalakította a "Lambert & Co" nevű kvintettet Mary Vonnie, Leslie Dorsey, David Lucas és Sarah Boatner részvételével. Az együttes 1964-ben részt vett az RCA Records meghallgatásán, amit D. A. Pennebaker dokumentált egy 15 perces filmben. Ez volt az egyik utolsó kép, amelyet Lambertről rögzítettek. Két évvel később egy autópályán történt balesetben életét vesztette.

### Halála
Lambert haláláról eltérő információk vannak. Megállapították azt, hogy Connecticut Turnpike-on tartózkodott és az autójának defektje volt. Kocsijának ütközött egy Floyd H. Demby által vezetett nyergesvontató. A jármű nem ment el eléggé az úttestről, de lekapcsolta a lámpákat. A Jet magazin beszámolója szerint ez egy Lambert tulajdonában lévő teherautó volt. Jon Hendricks a történetről azt mondja, Lambert kiszállt segíteni a másik autósnak. Az újsághírek szerint Demby nem nem volt vétkes: Lambert és Hillman az úttesten voltak, amikor elütötték őket.

## Albumok
(Lambert, Hendricks & Ross)
- Sing a Song of Basie (1958)
- The Swingers!; + Zoot Sims (1959)
- Sing Along & Count Basie, Joe Williams (1959)
- The Hottest New Group in Jazz (1959)
- Sing Ellington & Ike Isaacs (1960)
- High Flying & Ike Isaacs (1961)
- The Real Ambassadors: Louis Armstrong, Dave Brubeck, Carmen McRae (1962)
- Everybody's Boppin (1989)